# Любохна
Любохна́ — посёлок городского типа в Дятьковском районе Брянской области России.
Население — 4957 чел. (2021).
Распоряжением Правительства РФ от 29 июля 2014 года № 1398-р «Об утверждении перечня моногородов» муниципальное образование включено в категорию «Монопрофильные муниципальные образования Российской Федерации (моногорода) с наиболее сложным социально-экономическим положением».

## География
Железнодорожная станция на линии Брянск — Вязьма, в 41 км к северу от Брянска.

## История
Упоминается с 1626 года (первоначально как деревня). С 1857 года — село. Статус посёлка городского типа с 1939 года.
В конце XVIII века в деревне находился железный завод, принадлежавший Афанасию Абрамовичу Гончарову. После смерти А.А. Гончарова в 1788 году завод унаследовал его средний сын Иван, управлявший заводами при жизни отца. За 1783-1796 год завод произвёл более полумиллиона пудов чугуна.

## Население
| 1959  | 1970  | 1979  | 1989  | 2002  | 2009  | 2010  | 2011  | 2012  |
| ----- | ----- | ----- | ----- | ----- | ----- | ----- | ----- | ----- |
| 3854  | ↗4843 | ↗5248 | ↗5377 | ↘5293 | ↗5552 | ↘5446 | ↗5532 | ↗5736 |
| 2013  | 2014  | 2015  | 2016  | 2017  | 2018  | 2019  | 2020  | 2021  |
| ↗5933 | ↗6215 | ↗6394 | ↗6509 | ↘6485 | ↘6314 | ↘6136 | ↘6067 | ↘4957 |

## Экономика

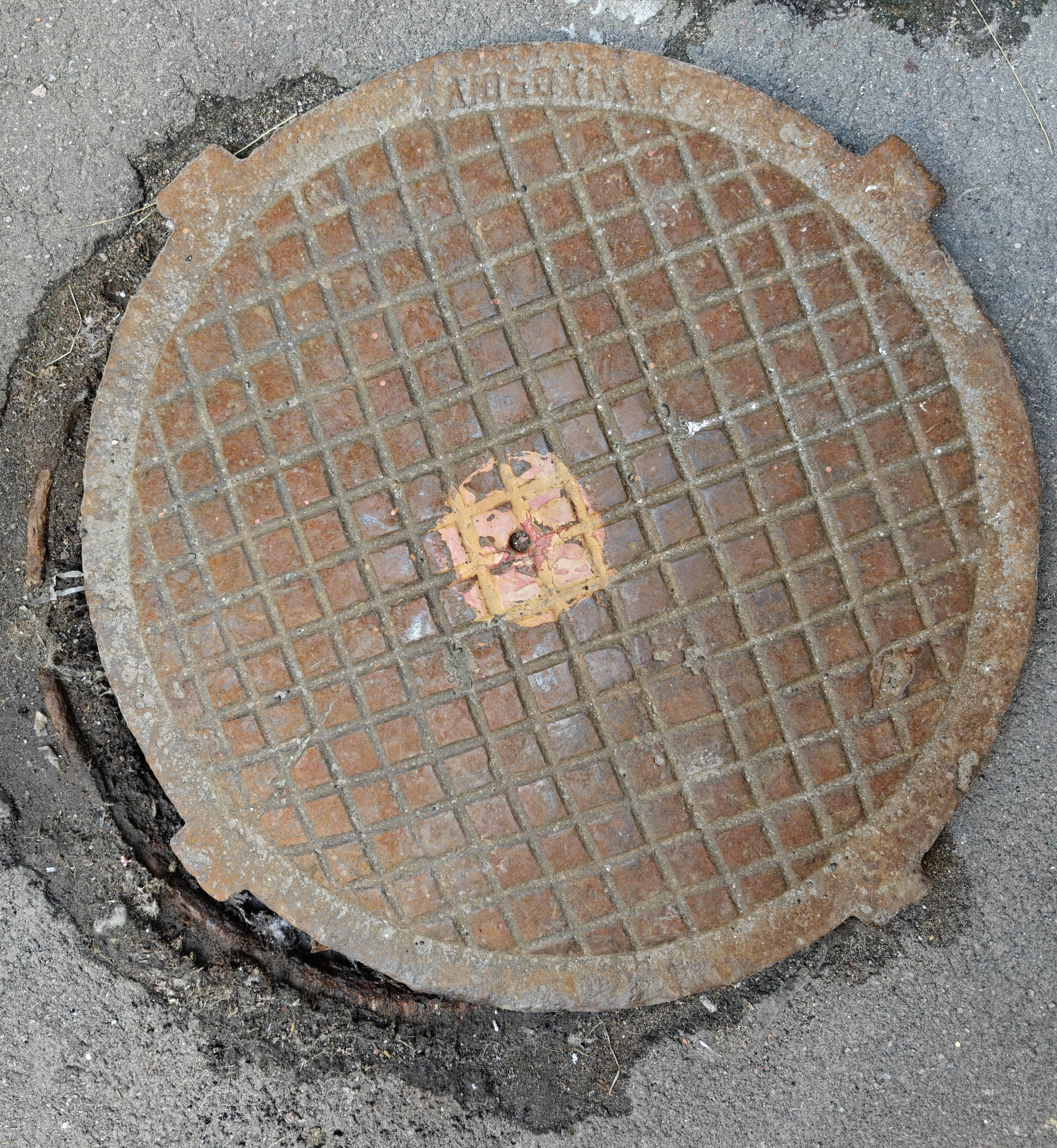
Люк в Санкт-Петербурге, произведённый в Любохне

ОАО «Сантехлит» (отопительные радиаторы, тормозные колодки для локомотивов). Производство полиэтиленовых труб. (Полностью разорён и разграблен).

## Культура
В центре посёлка расположена Любохонская средняя общеобразовательная школа имени дважды героя Советского Союза Александра Алексеевича Головачёва.

## Достопримечательности
Из достопримечательностей стоит отметить дом культуры «Литейщик», сквер имени А. А. Головачёва, обелиск Ю. А. Гагарину, стелу, установленную возле ОАО «Сантехлит», олицетворяющую единение трёх поколений рабочих.

## Известные уроженцы
- Дважды Герой Советского Союза Александр Алексеевич Головачёв (1909—1945)
- Герой Советского Союза Иван Алексеевич Коренков (1920—1943)
- Герой Российской Федерации Юрий Петрович Трегубенков (р. 1953) — заслуженный военный лётчик РФ, лётчик-испытатель второго класса, генерал-лейтенант.
- Ольга Константиновна Корнеева (1927 — 19 августа 1942) — юная герой-пионер, партизан Великой Отечественной войны. 11 февраля 1966 года Указом Президиума Верховного Совета СССР Корнеева Ольга Константиновна посмертно награждена медалью "За отвагу". Медаль и архивные материалы хранятся в музее школы имени Головачева А. А. в поселке Любохна.